# Louis Médard

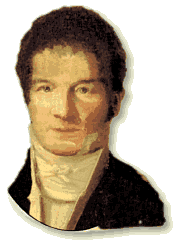
Louis Médard

Jean-Louis Médard (* 2. Juli 1768 in Lunel; † 26. Juli 1841 in Montpellier) war ein französischer Tuchhändler und Bibliophiler.

## Leben
Médard entstammt einer ursprünglich in Aigues-Mortes ansässigen protestantischen Familie, die sich Ende des 17. Jahrhunderts in der Nähe von Lunel niederließ. Louis Médard genoss eine klassische Erziehung und besuchte das Collège in Nîmes. Nach dem Tod des Vaters absolvierte er eine Seidenweberlehre in Lyon. Anschließend etablierte er in seiner Heimatstadt Lunel ein Handelsgeschäft, das sich auf den Handel mit Seide und indische Baumwollstoffe spezialisierte. 1818 ließ er sich in Montpellier nieder, wo er verschiedene protestantische Einrichtungen förderte. 1821 zog er sich aus den Geschäften zurück und widmete sich ganz seiner bibliophilen Sammlung.
Im Laufe seines Lebens erwarb Médard rund 5000 Bände überwiegend religiöser Literatur, die er nach seinem Tod seiner Heimatstadt Lunel vermachte. Sie bildeten den Grundstock für das heutige Musée Médard.
Seine letzte Ruhestätte fand Médard auf dem Protestantischen Friedhof in Montpellier.

## Familie
Louis Médard heiratete 1807 in Paris Jeanne-Jacqueline-Sara Fillietaz, die Tochter eines protestantischen Kaufmanns schweizerischer Herkunft aus Antwerpen. Die Ehe blieb kinderlos.